# Pontije Pilat
Pontije Pilat (lat. Pontius Pilatus) je bio rimski prefekt Judeje od 26. do 36. godine. Po Bibliji, učestvovao u osuđivanju Isusa Hrista.
On je na mestu Hristovog raspeća napisao: „Isus Nazarećanin, car judejski“. Prvobitno je trebalo pisati: „Isus Nazarećanin, koji sebe naziva carem judejskim“, ali na to je Pilat dodao: „šta pisah, pisah“. Pilat je bio suočen sa još takozvanih mesija osim Isusa, kao na primer pet godina posle Hristovog raspeća prorok iz Samarije, koji je ubijen zajedno sa svojim sledbenicima.
Dan Hristovog raspeća je veoma zanimljiv trenutak u istoriji čovečanstva, Pilat je taj dan počeo kao i svaki drugi, ustao je, umio se, oprao, molio se bogovima, kao i svaki drugi Rimljanin, ne znajući da njegove akcije imaju toliki učinak na istoriju čovečanstva. On je bio obuzet Hristom, prilikom ispitivanja Pilat je postavljao pitanja, dok je Hrist davao odgovore ne na njegova, već na neka svoja, druga pitanja. Kako se u to vreme, Rim proširivao, zauzimao Meridijan, Isus je bio pretnja Rimu, i to njegovo ćutanje na ispitivanju je obuzelo Pilata. Takođe, Pilat je uvideo tu priliku da se približi Jevrejima, time što je dao Hrista Irodu na ispitivanje, tako da su posle toga u narodu bili poznati kao Pilat i Irod, veliki prijatelji.
Pilat je protiv Jevreja igrao igru moći, on je za jevrejski praznik Pashu, izveo pred Jevreje Varavu i Isusa, i pitao je koga da pusti, da li cara svih Jevreja ili Varavu, koji je imao taj oslobodilački duh, Jevreji izabraše Varavu, govoreći: „Car rimski je i car judejski“. Takođe, u nekim drugim verzijama, u jevanđeljima, Pilat se prikazuje kao pagan koji dozvoljava da ga manipulišu Jevreji kako bi ubio Isusa, ali istina je da je Isus ubijen kao pretnja Rimskom carstvu, kao što su u to vreme bile iste takve pretnje u Galiji, Bretanji. Izvršio je samoubistvo u Italiji.